# Hideyo Amamoto
Hideyo Amamoto (jap. 天本 英世 Amamoto Hideyo) (ur. 2 stycznia 1926, zm. 23 marca 2003 w Kitakiusiu) – japoński aktor pochodzący z Kitakyūshū, najbardziej znany z odtwarzania roli Dr. Shinigami w serialu Kamen Rider, jak również wielu innych postaci w filmach tokusatsu i serii Godzilla.
Amamoto używał pseudonimu Eisei Amamoto przez większość kariery, nazwa Eisei powstała w wyniku błędnego odczytania jego imienia zapisanego w kanji.
Zmarł w wieku 77 lat na zapalenie płuc.